# Bukhara Womens 2013
Il Bukhara Womens 2013 è stato un torneo di tennis facente parte della categoria ITF Women's Circuit nell'ambito dell'ITF Women's Circuit 2013. Il torneo si è giocato a Bukhara in Uzbekistan dal 10 al 16 giugno 2013 su campi in cemento e aveva un montepremi di $25,000.

## Vincitrici

### Singolare
Miharu Imanishi ha battuto in finale  Nigina Abduraimova con il punteggio di 7–5, 7–5

### Doppio
Eri Hozumi /  Makoto Ninomiya hanno battuto in finale  Angelina Gabueva /  Veronika Kapšaj con il punteggio di 3–6, 7–5, [10–8]